# Igazi hiénák
Az Igazi hiénák a Tankcsapda 2013-ban megjelent különleges albuma. A lemezen főleg korábban csak válogatás-, vagy koncertlemezen megjelent bónuszdalok vannak, de van rajta kiadatlan és új dal is. A lemezt csak az együttest szponzoráló benzinkutakon lehetett kapni, és ez jó ötletnek bizonyult, mert elég hamar elérte a platinalemez minősítést. A címadó dal az Argo 2. című filmnek lesz az egyik betétdala.

## Az album dalai
| 1.    | Igazi hiénák       | új dal                         | 4:23 |
| 2.    | Jóképű             | új dal                         | 4:42 |
| 3.    | Juggler            | újra-gondolás                  | 3:25 |
| 4.    | Örökké pank        | újra-gondolás                  | 3:14 |
| 5.    | Mire vagy kíváncsi | kiadatlan felvétel             | 4:54 |
| 6.    | Elektromágnes      | koncertalbum bónuszdal         | 3:26 |
| 7.    | Azt mondom állj    | best-of válogatás bónuszdal    | 3:38 |
| 8.    | 14                 | best-of válogatás bónuszdal    | 4:16 |
| 9.    | Az utca túloldalán | Szextárgy maxi lemez B-oldal   | 3:45 |
| 10.   | Átver a látvány    | Ez az a ház maxi lemez B-oldal | 4:34 |
| 11.   | Úgy szeress        | koncertalbum bónuszdal         | 3:20 |
| 12.   | Csak neked         | kiadatlan felvétel             | 3:51 |
| 47:28 |                    |                                |      |

## Közreműködők
- Lukács László – basszusgitár, ének
- Sidlovics "Sidi" Gábor – gitár (1-4)
- Fejes Tamás – dobok (kivéve 11, 12)
- Molnár Levente "Cseresznye" – gitár, vokál (4-12)
- Buzsik György – dobok (11, 12)

## Eladási minősítések
| Ország       | Eladási minősítés (2013) | Példányszám |
| ------------ | ------------------------ | ----------- |
| Magyarország | platina                  | 4 000+      |

## Külső hivatkozások
- A Tankcsapda hivatalos oldala